# Enso González
Enso David González Medina (sinh ngày 20 tháng 1 năm 2005) là một cầu thủ bóng đá người Paraguay hiện đang chơi ở vị trí tiền đạo cho câu lạc bộ Wolverhampton Wanderers.